# Lijst van voetbalinterlands Gibraltar - Letland
Deze lijst van voetbalinterlands is een overzicht van alle officiële voetbalwedstrijden tussen de nationale teams van Gibraltar en Letland. De landen speelden tot op heden drie keer tegen elkaar. De eerste ontmoeting, een vriendschappelijke wedstrijd, werd gespeeld in Gibraltar op 25 maart 2018. Het laatste duel, een kwalificatiewedstrijd voor het Wereldkampioenschap voetbal 2022, vond plaats op 16 november 2021 in Gibraltar.

## Wedstrijden
| № | Plaats    | Datum            | Competitie                  | Wedstrijd           | Uitslag |
| - | --------- | ---------------- | --------------------------- | ------------------- | ------- |
| 1 | Gibraltar | 29 maart 2016    | Vriendschappelijk           | Gibraltar – Letland | 0 – 5   |
| 2 | Gibraltar | 25 maart 2018    | Vriendschappelijk           | Gibraltar – Letland | 1 – 0   |
| 3 | Riga      | 1 september 2021 | WK 2022 kwalificatie        | Letland – Gibraltar | 3 − 1   |
| 4 | Gibraltar | 16 november 2021 | WK 2022 kwalificatie        | Gibraltar − Letland | 1 − 3   |
| 5 | Gibraltar | 26 maart 2026    | UEFA Nations League 2024/25 | Gibraltar − Letland |         |
| 6 | Riga      | 31 maart 2026    | UEFA Nations League 2024/25 | Letland − Gibraltar |         |

## Samenvatting
| Competitie        | Totaal gespeeld | Winst Gibraltar | Gelijk | Winst Letland | Doelsaldo Gibraltar – Letland |
| ----------------- | --------------- | --------------- | ------ | ------------- | ----------------------------- |
| WK-kwalificatie   | 2               | 0               | 0      | 2             | 2 − 6                         |
| Vriendschappelijk | 2               | 1               | 0      | 1             | 1 − 5                         |
| Totaal            | 4               | 1               | 0      | 3             | 3 − 11                        |

## Details

### Eerste ontmoeting
| Vriendschappelijk (Gibraltar, 29 maart 2016): |       |                                                       |
| Gibraltar                                     | 0 – 5 | Letland                                               |
|                                               | goals | Ikaunieks 46', 84' Dubra 53' Sabala 56' Visnakovs 81' |

### Tweede ontmoeting
| Vriendschappelijk (Gibraltar, 25 maart 2018):                                                                               |       |         |
| Gibraltar | 1 – 0 | Letland |
| Liam Walker 88' | goals |         |
| - Debuut van Kyle Goldwin (Gibraltar United), Tjay De Barr (Lincoln Red Imps) en Louie Annesley (Barnet FC) voor Gibraltar. |       |         |

GFA · A-internationals · Bondscoaches · Statistieken · Vrouwenelftal · Olympisch elftal · Gibraltar U19 · Gibraltar U17
2010 – 2019 ·
2020 − 2029
2013 ·
2014 ·
2015 ·
2016 ·
2017 ·
2018 ·
2019 ·
2020 ·
2021 ·
2022 ·
2023 ·
2024
Andorra ·
Armenië ·
België ·
Bosnië en Herzegovina ·
Bulgarije ·
Cyprus ·
Denemarken ·
Duitsland ·
Estland ·
Faeröer ·
Frankrijk ·
Georgië ·
Grenada ·
Griekenland ·
Ierland ·
Kosovo ·
Kroatië ·
Letland ·
Liechtenstein ·
Litouwen ·
Malta ·
Moldavië ·
Montenegro ·
Nederland ·
Noord-Macedonië ·
Noorwegen ·
Polen ·
Portugal ·
San Marino ·
Schotland ·
Slovenië ·
Slowakije ·
Turkije ·
Wales ·
Zwitserland
LFF · A-internationals · Bondscoaches · Statistieken · Lets vrouwenelftal · Olympisch elftal · Letland U21 · Letland U20 · Letland U19 · Letland U18 · Letland U17 · Letland U16
1922 – 1929 ·
1930 – 1940 ·
1950 – 1989 · 
1990 – 1999 ·
2000 – 2009 ·
2010 – 2019 ·
2020 – 2029
EK 1996 · 
EK 2000 · 
EK 2004 · 
EK 2008 · 
EK 2012
WK 1994 · 
WK 1998 · 
WK 2002 · 
WK 2006 · 
WK 2010 · 
WK 2014
OS 1924
1922 · 
1923 · 
1924 · 
1925 · 
1926 · 
1927 · 
1928 · 
1929 · 
1930 · 
1931 · 
1932 · 
1933 · 
1934 · 
1935 · 
1936 · 
1937 · 
1938 · 
1939 · 
1940 · 
1941 · 
1942 · 
1943 · 1944 · 
1945 · 
1946 · 
1947 · 
1948 · 
1949 · 
1950 – 1990 · 
1991 · 
1992 · 
1993 · 
1994 · 
1995 · 
1996 · 
1997 · 
1998 · 
1999 · 
2000 · 
2001 · 
2002 · 
2003 · 
2004 · 
2005 · 
2006 · 
2007 · 
2008 · 
2009 · 
2010 · 
2011 · 
2012 · 
2013 · 
2014 · 
2015 · 
2016 · 
2017 ·
2018 ·
2019 ·
2020 ·
2021 ·
2022
Albanië ·
Andorra ·
Angola ·
Armenië ·
Azerbeidzjan ·
Bahrein ·
België ·
Bolivia ·
Bosnië en Herzegovina ·
Brazilië ·
Bulgarije ·
China ·
Cyprus ·
Denemarken ·
Duitsland ·
Estland ·
Faeröer · 
Finland ·
Frankrijk ·
Georgië ·
Ghana ·
Gibraltar ·
Griekenland ·
Honduras ·
Hongarije ·
Ierland ·
IJsland ·
Israël ·
Japan ·
Kazachstan ·
Koeweit ·
Kosovo ·
Kroatië ·
Liechtenstein ·
Litouwen ·
Luxemburg ·
Malta ·
Moldavië ·
Montenegro ·
Nederland ·
Noord-Ierland ·
Noord-Korea ·
Noord-Macedonië ·
Noorwegen ·
Oekraïne ·
Oezbekistan · 
Oman ·
Oostenrijk ·
Polen ·
Portugal ·
Qatar ·
Roemenië · 
Rusland ·
San Marino ·
Saoedi-Arabië ·
Schotland ·
Slovenië ·
Slowakije ·
Spanje ·
Thailand ·
Tsjechië ·
Tunesië ·
Turkije ·
Verenigde Staten ·
Wales ·
Wit-Rusland ·
Zuid-Korea ·
Zweden ·
Zwitserland